# Bevin Boys
Els Bevin Boys (anglès: "Nois de Bevin", pel polític Ernest Bevin) foren els joves reclutats pel Regne Unit durant la Segona Guerra Mundial per treballar a les mines de carbó del país, entre del desembre de 1943 fins al 1948. Alguns d'aquests s'allistaren voluntàriament, però per norma general eren reclutats a l'atzar. En total sumaren 48.000 miners, que realitzaren un servei vital per al funcionament d'un país en guerra però que en general no van rebre reconeixement per la seva tasca, i molts d'ells no van poder tornar a la vida normal fins anys després del final del conflicte bèl·lic. D'entre tots els reclutes que tenien entre 18 i 25 anys, un 10% realitzaren tasques a mines de carbó.

## La creació de la unitat de mineria
Aquesta iniciativa pren el nom d'Ernest Bevin, antic líder sindical i polític laborista elegit Ministre del Treball i Servei Nacional durant els temps de guerra pel govern de coalició del país. Al començament del conflicte el govern ignorà la vàlua dels miners ja experimentats enviant-los a lluitar al front. Cap a meitats de 1943 les mines havien perdut 36.000 obrers que en general no eren reemplaçats perquè existien feines menys dures en terreny britànic, de manera que el govern decidí crear un servei obligatori veient que no hi havia gaires voluntaris per a la feina.
El desembre de 1943 la pressió de la guerra i la duresa de l'hivern van provocar que es necessitessin existències constants de carbó, de forma que es van començar a enviar joves reclutes a les mines. Ja que Gran Bretanya no podia importar el carbó durant la Segona Guerra Mundial, la producció de carbó de les mines nacionals es va haver d'incrementar. El nom de "nois de Bevin" prové d'un discurs pronunciat per aquest polític quan anunciava el programa:
| « | Necessitem 720.000 homes permanentment ocupats en aquesta indústria. Per això esteu vosaltres, nois. Els nostres combatents no podran aconseguir el seu propòsit llevat que garantim un subministrament adequat de carbó. | » |

La gran quantitat de persones enviades a acomplir aquesta tasca, un 10% dels reclutes, va provocar una gran indignació entre la població, i la sensació entre els joves que el govern no els valorava en absolut. Els Bevin Boys, a més, patiren problemes d'exclusió social i molts d'ells eren insultats perquè al no dur uniforme molts ciutadans creien que estaven evitant actuar en el conflicte.

## Característiques del programa

### Reclutament
Per tal de fer que el procés de reclutament fos completament a l'atzar, la secretària de Bevin agafava cada setmana un número d'un barret que contenia els números del 0 al 9, i tots els homes que es poguessin unir a les forces armades immediatament aquella setmana eren escollits per treballar a les mines, exceptuant aquells que estiguessin especialitzats en aeronàutica o per pilotar submarins, per exemple, i aquells que no estiguessin físicament preparats per a la mineria. Els joves reclutats provenien de professions diferents, des de feina secretarial fins a la indústria pesant, i també incloïen aquells que haguessin esdevingut superiors en el terreny bèl·lic.

### Condicions laborals
Els Bevin Boys' rebien sis setmanes d'entrenament, 4 de les quals tenien lloc fora de la mina i 2 a la seva destinció, abans de començar a treballar. La seva feina no diferia gaire de la mineria de carbó tradicional: més d'una milla sota terra a les fosques en túnels foscos, sense uniforme ni insígnies de l'exèrcit, sinó portant la roba més vella que tinguessin. Trobant-se tots ells en edat de servei militar i no duent uniforme, molts d'ells tingueren problemes amb la policia, qui els interrogava per suposadament defugir el servei.
Ja que un bon nombre d'objectors de consciència eren enviats directament a les mines com a alternativa al servei bèl·lic, s'estengué el rumor que tots els nois de Bevin eren "Conchies" (objectors), i tot i que l'objecció de consciència era reconeguda per la llei britànica tant a la Segona Guerra Mundial com a la Primera, les actituds bel·licistes de la vella guàrdia seguien generant ressntiment cap aquest grup. El 1943 el ministre Ernest Bevin va respondre al govern que "hi ha milers de casos en els quals els objectors de consciència, tot i haver-se negat al servei militar, han mostrar tant coratge com qualsevol en la Defensa Civil"

## Finalització del programa
En concloure el programa el 1948, cap dels Bevin Boys rebé condecoracions ni el dret a tornar a la feina que havien tingut abans de la guerra, a diferència del personal bèl·lic convencional. Aquest grup no ha rebut reconeixement fins a 1995, 50 anys després del Dia de la Victòria a Europa, fins que la Reina Elisabet II els va mencionar en un discurs.
El 20 de juny de 2007 Tony Blair va informar la Cambra dels Comuns en el transcurs de les Preguntes al Primer Ministre que milers de reclutes que van treballar de miners durant la Segona Guerra Mundial serien honorats oficialment pel govern. El primer ministre va informar a la cambra que el grup rebrien insígnies de veterans, similars a les condecoracions que el Ministeri de Defensa havia donat en el seu moment. Les primeres insígnies foren atorgades el 25 de març de 2008 per part del primer ministre Gordon Brown en una recepció al 10 de Downing Street, marcant el 60è aniversari del retorn a casa dels darrers Bevin Boys.
El Departament d'Energia i Canvi Climàtic s'encarrega avui en dia de la qüestió. La Bevin Boys Association actualment intenta trobar informació de tots els 48.000 reclutes, voluntaris i candidats per aquesta secció de mineria.